# 柳如是别传
《柳如是別傳》，原題《錢柳因緣詩釋證稿》，是史家陳寅恪晚年的封刀之作，約八十餘萬言。

## 內容
《柳如是別傳》描寫的柳如是乃明末清初的名妓，嫁給錢謙益。陳寅恪對柳如是評價極高，認為是“民族獨立之精神”，為之“感泣不能自己”。但《柳如是別傳》的寫作動機，至今仍是一個謎疑。陈寅恪自言“世所传河东君（柳如是）之事实，多非真实，殊有待发之覆。今撰此书，专考河东君之本末，而取牧斋事迹之有关者附之”。何齡修認為“第五章《復明運動》實際上是全書主旨所在。”陈寅恪在《柳如是别传》缘起有一诗：“平生所学惟余骨。晚岁为诗欠砍头。幸得梅花同一笑，岭南已是八年留。”

## 成書
陳寅恪晚年雙眼已盲，雙腿又斷，只能以口述方式，由助手黄萱女士記錄，黃萱曾感慨地說：“寅師以失明的晚年，不憚辛苦、經之營之，鉤稽沉隱，以成此稿。其堅毅之精神，真有驚天地、泣鬼神的氣概”。此書是陳寅恪生前最後一部巨著，寫作時間最長、篇幅最大。1953年開始撰寫，至1964年夏天完稿，但因文革遲未付梓，直到1980年8月初版。吳宓說此書「藉以察出當時政治（夷夏）道德（氣節）之真實情況，蓋有深意存焉。絕非消閒風趣之行動也。」

## 評價
錢鍾書對此書頗不認同，認為陳寅恪沒必要為柳如是寫那麼大的書。